# Чепалов, Александр Иванович
Александр Иванович Чепалов (р. 16 ноября 1945, Липецк, Воронежской области) — советский и украинский театровед, дансолог, театральный критик, педагог, драматург, фотохудожник. Доктор искусствоведения (2008). Профессор (2010). Заслуженный деятель искусств Украины (2019).

## Биография
Рабочий стаж исчисляется с 1962 г.
В 1964—1967 служил в армии (Харьковское высшее военное авиационное училище лётчиков).
В 1970 окончил Харьковское музыкальное училище по классу хорового дирижирования.
С октября 1973 по июль 2020 — заведующий литературной частью Харьковского национального академического театра оперы и балета им. Н. Лысенко.
В 1974—1980 учился заочно на театроведческом отделении Ленинградского государственного института театра, музыки и кино (педагоги В. А. Сахновский-Панкеев, В. М. Красовская, Д. И. Золотницкий, А. А. Гозенпуд).
В 1987 г. защитил диссертацию «Поиски новых форм выразительности в революционном театре 20-х годов и творчество Н. М. Фореггера» на соискание учёной степени кандидата искусствоведения (Ленинград).
С 1988 преподавал в Харьковском институте культуры (ныне Харьковская государственная академия культуры), в том числе заведующий кафедрой искусствоведения (1999—2002), бальной хореографии (2012—2014), профессор кафедры народной хореографии.
С 1 сентября 2017 г. по 1 июля 2021 г. профессор Харьковского университета искусств им. И. Котляревского.
C 1 сентября 2018 г. заведующий кафедрой хореографического искусства, профессор Киевского Национального университета культуры и искусств
С 1995 по 2002 собственный корреспондент газеты «Труд» (2000—2002 «Труд-Украина») в Харьковской, Сумской и Полтавской областях.
В 2003—2007 г. учился в докторантуре Национальной музыкальной академии Украины в Киеве.
В 2007 защитил докторскую диссертацию на тему «Жанрово-стилевая модификация спектаклей западноевропейского хореографического театра XX в.» (Харьков).
Член Союза театральных деятелей и Союза журналистов Украины.
С 2008 — член Международного Совета танца ЮНЕСКО (CID).
С 2011—2015 инициатор и главный редактор журнала «Танец в Украине и мире».
С 2011—2018 — член Специализированного учёного совета Д. 64.807.01. по защите диссертаций при Харьковской государственной академии культуры.
С 2018—2020 член специализированного учёного совета Д.26.807.02 по защите диссертаций при Киевском Национальном университете культуры и искусств.
с 2022 г. Член Специализированного Ученого Совета Ереванского Института искусствознания и член редколлегии журнала «Искусствоведческие записки» (там же)
С 2019—2022 г. главный редактор научного сборника «Dance studies» («Танцювальні студії»— КНУКiМ)
Член жюри национальных и международных конкурсов, фестивалей, экспертных советов и пресс-групп.

## Звания и награды
- Лауреат премий Союза театральных деятелей Украины (1987, 2005).
- Кандидат искусствоведения (1987).
- Доктор искусствоведения (2008).
- Лауреат муниципальной премии им. Г. Квитки-Основьяненко (2008).
- Профессор (2010).
- Заслуженный деятель искусств Украины (2019)

## Опубликованные труды
Всего около 3000 статей в периодических изданиях разных стран, в том числе около 300 научных работ.

### Книги
- Чепалов А. Судьба пересмешника, или Новые странствия Фракасса. — Харьков, 2001. — 188 с. ISBN 966-8019-19-9
- Чепалов О. Хореографічний театр Західної Європи ХХ ст. : монографія — Харків : ХДАК, 2007. — 343 c. ISBN 978-966-8308-06-2.
- Чепалов А. Записки «Призрака оперы». — Харьков : Золотые страницы, 2012. — 255 с. ISBN 978-966-400-257-5
- Чепалов А. Театральная бессонница в летнюю ночь. — Харьков : Золотые страницы, 2015. — 407 c. ISBN 978-966-400-336-7
- Чепалов О.Хореологія. Статті та лекції.Київ. Ліра-К.2020.228 с. ISBN 978-617-520-019-3
- Чепалов О. Театральна вечірка non stop. Київ. Ліра-К. 408 с. ISBN 978-617-520-995-0

## Спектакли, поставленные по пьесам и либретто А. Чепалова
- Балет В. Золотухина «Огонь Элиды» (1980, Харьковский театр оперы и балета), в соавторстве с В. Соболевым.
- Опера Д. Клебанова «Маевка» (1981, Харьковский театр оперы и балета).
- Опера Н. Стецюна «Коли звірі говорили» (1991, Харьковская филармония, 1996 -Харьковский театр оперы и балета). То же под названием «Три мішки хитрощів» в Днепропетровском театре оперы и балета (2000).
- Спектакль-романс «Святая грешница Евлалия» (2000, Харьковский театр оперы и балета).
- «Пой, Лола, пой» по роману Г. Манна «Учитель Гнус» и фильму «Голубой ангел» (2015, Киевский театр драмы и комедии на Левом берегу).
- «Співай, Лоло, співай» в Национальном театре им. И. Франко (Киев) 2021.

## Семья
Сын Родион Александрович (1973), психолог, журналист, педагог. Сын Алексей Александрович (1984), журналист, переводчик. Жена Бондарь Елена Владимировна (1966).